# Niels Smedegaard
 Ikke at forveksle med Nils Smedegaard Andersen.
Niels Smedegaard (født 1962) er en dansk erhvervsleder, der fra 2007 har været koncernchef i DFDS, hvor han afløste Ole Frie. Smedegaard har meddelt, at han trækker sig i april 2019.
Niels Smedegaard er uddannet cand.merc. fra CBS. Han er gift med Helle Smedegaard med hvem han tre børn. Niels har i sin studietid deltaget i MBA Exchange program, University of Texas, Austin, USA.
15. april 2019 blev det offentliggjort at Smedegaard blev instillet som ny styreleder i det norske lavprisflyselskap Norwegian Air Shuttle, hvor han vil afløse Bjørn Kise.

## Blå bog
- 1988-90: Økonom, SAS Finance.
- 1990-93: Manager, Treasury, SAS Service Partner.
- 1993-94: Finance manager, SAS Service Partner.
- 1994-95: Vice President, Head of Strategic Controlling, Swissair Associated Companies, Zürich, Schweiz.
- 1995-2000: Executive Vice President & CFO, Gate Gourmet Group, Zürich, Schweiz.
- 2000-06: President & CEO, e-gatematrix, Atlanta, USA.
- 2004-06: Executive Vice President, Gate Gourmet Global Sales Solutions.
- 2007-2019: Administrerende direktør, DFDS.